# Ligue 180
Ligue 180 é uma iniciativa do Governo Brasileiro, mais especificamente do Ministério das Mulheres, para auxiliar mulheres vítimas de violência e misoginia, ou pessoas que tenham testemunhado tais crimes.

## Histórico
A ação é promovida pelo Programa Mulher Viver sem Violência, criado em 2013 visando articular órgãos e serviços públicos de forma a agilizar a implantação de medidas de prevenção e combate a violência contra a mulher. A discagem do número 180 no telefone conecta com a Central de Atendimento à Mulher (CEAM) que oferece atendimento gratuito 24h por dia durante todos os dias da semana, de qualquer lugar do país. Também é possível receber atendimento via Telegram e, desde 2023, através do WhatsApp (61) 9610-0180, com a assistente virtual Pagu (nomeada em homenagem à jornalista revolucionária brasileira).

## Serviços
A central orienta os cidadãos sobre leis de proteção à mulher assim como os direitos que ela possui, além de instruir a respeito de serviços de acolhimento e aplicação de medidas judiciais, a exemplo da Casa da Mulher Brasileira (espaços humanizados localizados em diversos distritos pelo Brasil que ajudam mulheres vítimas de violência), Defensorias Públicas, Hospitais e Delegacias de Atendimento à Mulher. Além disso, a CEAM registra as ocorrências, encaminha e acompanha as denúncias junto às instituições especializadas.
Em fevereiro de 2024, foi lançado o Painel Ligue 180, uma ferramenta interativa com o intuito de facilitar o acesso da população e de gestores às informações sobre a Rede de Atendimento às Mulheres. Essa ferramenta mostra os 2,5 mil postos e núcleos de atendimento ao público, delegacias gerais e especializadas, onde as vítimas podem procurar ajuda e registrar ocorrências.

### Atendimento prioritário para o RS
Devido à catástrofe climática ocorrida no Rio Grande do Sul em maio de 2024, foi destacado um serviço de atendimento prioritário para mulheres vítimas dessa região. Após denúncias contra abusos de mulheres e crianças em abrigos do Rio Grande do Sul, o Ligue 180 deu prioridade às denúncias das vítimas das chuvas no estado. Para denunciar nesse contexto, basta ligar para 180 e apertar a tecla 7; dessa forma, as denúncias são direcionadas diretamente para o Centro de Combate à Violência Doméstica, do Ministério Público do Rio Grande do Sul.

## Impacto
Em 2023, houve um aumento de 23% em relação a 2022 das denúncias de violência doméstica, passando de 87,7 mil para 114,6 mil (uma média de 1.558 ligações por dia). Também houve um aumento dos registros de violações de direitos das mulheres em relação ao ano anterior, saltando de 442,4 mil para 596,6 mil denúncias, uma alta de 25,8%.
A maioria das denúncias de violações recebidas pelo canal referem-se a ameaças à integridade psíquica, física, negligência ou patrimonial, além do impedimento de as mulheres usufruírem de sua liberdade — individual, sexual, de crença, laboral ou de expressão e do risco à vida das mesmas.